# Maciej Światłowski
Maciej Światłowski (ur. w 1972) – polski lekkoatleta, specjalizujący się w biegach sprinterskich.

## Osiągnięcia
- Mistrzostwa Polski seniorów w lekkoatletyce
  - Warszawa 1992 – brązowy medal w biegu na 200 m

## Rekordy życiowe
- bieg na 100 metrów
  - stadion – 10,58 (Warszawa 1992)
- bieg na 200 metrów
  - stadion – 21,35 (Warszawa 1992)